# فيكتور جيه. غلوفر
فيكتور جيه. غلوفر (بالإنجليزية: Victor Jerome Glover )‏ (و. 1976  م) هو رائد فضاء، وطيار أمريكي، ولد في برسبير، ويحمل رتبة عسكرية قائد.

## التعليم
تعلم في كلية تدريب الطيارين الاختباريين الأمريكية ‏، وAir University (United States Air Force) ‏، والكلية البحرية للدراسات العليا.

## جوائز
حصل على جوائز منها:
- ميدالية حملة العراق
- وسام الخدمة في الحرب العالمية على الإرهاب [الإنجليزية]‏.